# Beenie Man

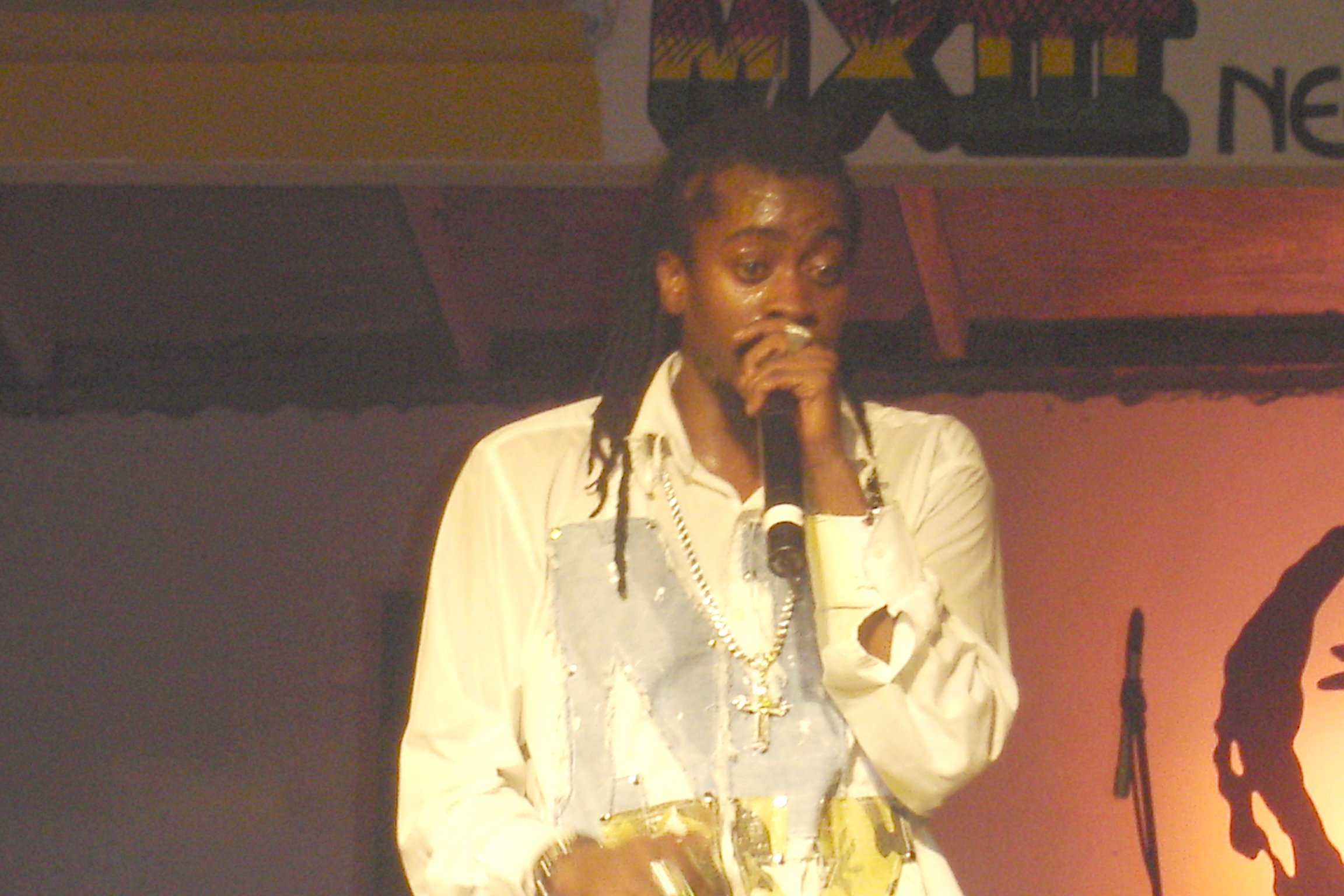
Beenie Man live beim Bob Marley Birthday Bash 2K6 im MX3 in Negril (2006)

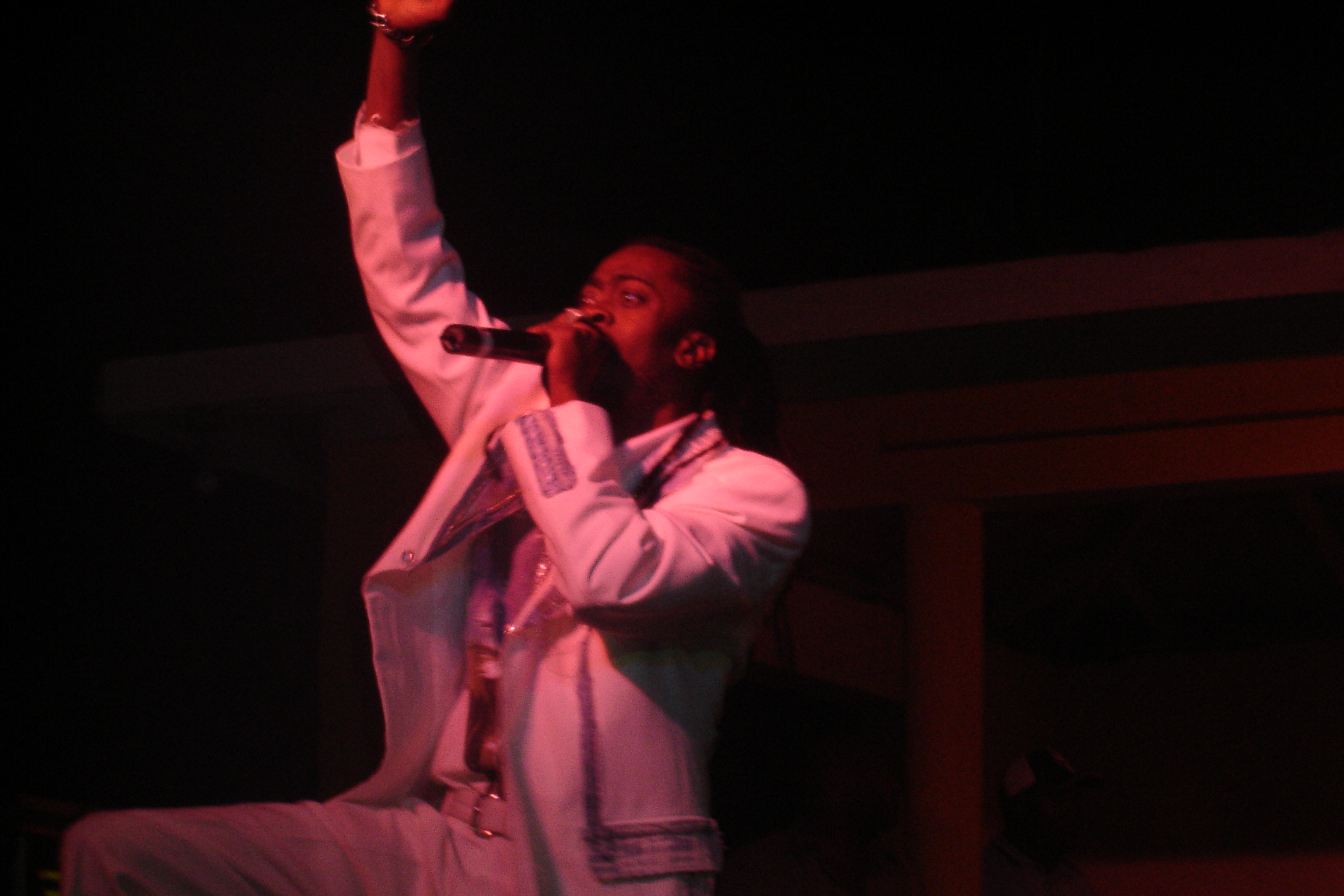
Beenie Man live beim Bob Marley Birthday Bash 2K6 im MX3 in Negril (2006)

Beenie Man (* 22. August 1973 in Kingston, Jamaika) ist der Künstlername von Anthony Moses Davis, einem der bekannteren Dancehall-Deejays auf Jamaika.

## Karriere
Nach eigener Aussage begann Beenie Man mit dem Plattenauflegen bereits im Alter von sechs Jahren. Seine Karriere begann mit acht Jahren, als er 1981 beim landesweiten Tastee Talent Contest den Ersten Platz gewann, dort von dem Produzenten Junjo Lawes entdeckt wurde und im Anschluss seine Debütsingle Too Fancy veröffentlichte. 1983 waren Aufnahmen mit Dillinger und Fathead entstanden, und sein Debütalbum The Invincible Beenie Man mit der Hitsingle Over the Sea war auf dem Markt. Danach widmete der Kinderstar sich, von gelegentlichen Singles abgesehen, wieder ausschließlich der Schule.
Erst 1993 erschien mit Cool Cool Rider wieder ein neues Album des inzwischen erwachsen gewordenen Beenie Man, blieb allerdings zunächst weitgehend unbeachtet. Mit den folgenden Alben begann dann der steile Aufstieg in Jamaika, Beenie Man entwickelte sich zu einem der bedeutendsten Sänger im Dancehall-Reggae. Der internationale Durchbruch gelang Beenie Man 1997 in Großbritannien mit der Single Dancehall Queen. Die folgende Single Who Am I aus dem Album Many Moods Of Moses schaffte es bereits in die britischen Top 10. Mit dem Album erreichte er seine erste Grammy-Nominierung in der Kategorie für das beste Reggae-Album. Nach weiteren Erfolgen wurde er im Jahr 2000 von Virgin Records in den USA unter Vertrag genommen. Art & Life, der erste Release mit der neuen Plattenfirma, brachte ihm dann im Jahr 2001 den Gewinn des ersten Grammys.
Die Single Girls Dem Sugar aus diesem Album erschien als Gemeinschaftsproduktion mit R'n'B-Sängerin Mýa. Gemeinsame Singles mit internationalen musikalischen Größen wie Wyclef Jean, Janet Jackson und anderen folgten. In Jamaika arbeitete Beenie Man mit unzähligen anderen Dancehall-Stars zusammen. Zu seinen bekanntesten Hits gehören ferner Romie, World Dance und Slam.
2006 war Beenie Man in Reggaetón-Songs von Tito ‚El Bambino‘ (Flow natural) und Don Omar (Belly danza) zu hören.

## Kritik
Unter anderem im Rahmen der Stop Murder Music Kampagne wurden seine Lieder wegen offener Antihomosexualität kritisiert. Sie enthalten laut Amnesty International USA Zeilen wie: „I′m dreaming of a new Jamaica, come to execute all the gays“ („Ich träume von einem neuen Jamaika, wo sämtliche Schwulen hingerichtet werden“).
Er wird unter anderem vom Lesben- und Schwulenverband in Deutschland als Mitverursacher für eine Hetzkampagne gegen Schwule in Jamaika verantwortlich gemacht, die zu einem schwulenfeindlichen Klima beitrage, dessen Auswirkungen bis zu brutalen Morden reichten, da er in seinen „Songs offen zum gay bashing (Schwulenklatschen) und gar zur Tötung schwuler Männer [aufruft]“, schreibt Klaus Jetz, der Bundesgeschäftsführer des LSVD.
Als Reaktion auf diese Kritik, die unter anderem in den USA zu Konzertabsagen durch MTV und Virgin führte, wiesen seine Konzertveranstalter auf Beenie Mans Unterschrift unter den so genannten Reggae Compassionate Act hin, mit der er sich von homophoben Liedtexten distanziert hätte. In Jamaika bestritt Beenie Man im Juli 2007 diese Selbstverpflichtung („And mi neva sign it, yuh hear sah.“) und erklärte zugleich, dass es keinen Bedarf an homophob motivierte Gewalt und Morde gebe, aber dass er einen „schwulen Lebensstil“ nicht unterstütze, weil er diesen für unheilvoll halte: „We don't need to kill dem. We just need fi tell the people dem the right ting because I not supporting a gay lifestyle because it's not wholesome to me.“ Manche Beobachter in der jamaikanischen Presse sehen in seiner Aussage, es sei nicht nötig, Schwule zu töten, die Aussage, es sei „falsch“, dies zu tun.
Am 19. August 2008 unternahm das Kesselhaus in der Kulturbrauerei einen erneuten Versuch für die Unterzeichnung einer entsprechenden Erklärung durch den Künstler, worauf der LSVD am selben Tag eine öffentliche Unterschrift forderte, um einen erneuten Widerruf zu verhindern. Der LSVD verlangt am selben Tag ein öffentliches Bekenntnis des Künstlers gegen Homophobie. Am 20. August 2008 wurde auf Betreiben des Fanclubsprecherrates des FC St. Pauli ein Konzert im Hamburger Klub Knust kurzfristig abgesagt.
In einem Interview in der Dancehall USA, veröffentlicht am 17. November 2009, sagt Beenie Man: „[…] Der Akt der Sodomie war für mich bedeutend, als ich diesen Song geschrieben habe. Ich habe realisiert, daß diese nicht schwul, sondern pädophil waren, welches kein gewöhnliches Wort in meinem Dialekt ist, weswegen meine Sichtweise verallgemeinert war. Ich bin jetzt älter und habe diesen Unterschied erkannt. (…) Ich habe mit Schwulen und Lesben auf der Bühne und bei Fotoshootings zusammengearbeitet und sie haben großartige Arbeit geleistet. Ich werde diese Songs (Murder Music, Anmerkung) weder in Zukunft singen, noch performieren, noch auf der Bühne zu Gewalt aufrufen. Ich bin überall auf der Welt aufgetreten und es hat keinen Vorfall gegeben.“
Anfang Dezember 2009 trat Beenie Man in Kampala auf, zu einem Zeitpunkt als das ugandische Parlament einen Gesetzentwurf, der die Todesstrafe für bestimmte Fälle von Homosexualität vorsehen würde, beriet. Dort habe er, laut der ugandischen Zeitung Daily Monitor, „ein Schwert der Wörter in schwule Menschen hineingesteckt durch Singen und Reden“.

## Diskografie

### Studioalben
| Jahr | Titel               | Höchstplatzierung, Gesamtwochen, AuszeichnungChartplatzierungen (Jahr, Titel, Platzierungen, Wochen, Auszeichnungen, Anmerkungen) | Höchstplatzierung, Gesamtwochen, AuszeichnungChartplatzierungen (Jahr, Titel, Platzierungen, Wochen, Auszeichnungen, Anmerkungen) | Höchstplatzierung, Gesamtwochen, AuszeichnungChartplatzierungen (Jahr, Titel, Platzierungen, Wochen, Auszeichnungen, Anmerkungen) | Höchstplatzierung, Gesamtwochen, AuszeichnungChartplatzierungen (Jahr, Titel, Platzierungen, Wochen, Auszeichnungen, Anmerkungen) | Anmerkungen                            |
| Jahr | Titel               | DE | CH | UK | US | Anmerkungen                            |
| ---- | ------------------- | --- | --- | --- | --- | -------------------------------------- |
| 1997 | Many Moods Of Moses | — | — | — | US151 (12 Wo.)US | Erstveröffentlichung: 9. Dezember 1997 |
| 2000 | Art & Life          | — | — | — | US68 (20 Wo.)US | Erstveröffentlichung: 11. Juli 2000    |
| 2002 | Tropical Storm      | DE95 (1 Wo.)DE | — | UK100 (1 Wo.)UK | US18 (9 Wo.)US | Erstveröffentlichung: 20. August 2002  |
| 2004 | Back to Basics      | — | CH88 (1 Wo.)CH | — | US51 (10 Wo.)US | Erstveröffentlichung: 13. Juli 2004    |
| 2006 | Undisputed          | — | — | — | US65 (4 Wo.)US | Erstveröffentlichung: 25. August 2006  |

Weitere Studioalben
- 1984: The Invincible Beenie Man, Ten 10 Old DeeJay Wonder
- 1993: Cool Cool Rider
- 1994: Defend It
- 1994: Dis Unu Fi Hear
- 1995: Blessed
- 1995: Beenie Man Meets Mad Cobra
- 1996: Maestro
- 1999: Ruff ’n’ Tuff
- 1999: The Doctor
- 1999: Y2K
- 2001: Youth Quake
- 2001: The Magnificent
- 2007: Concept of Life

### Kompilationen
- 1995: All the Best
- 1999: Wild Wild
- 2000: Best of Beenie Man
- 2002: The Very Best of Beenie Man: Gold
- 2005: Kingston to King of the Dancehall: A Collection of Dancehall Favorites
- 2005: Hundred Dollar Bag
- 2007: Monsters of Dancehall

### Singles
| Jahr | Titel Album                                           | Höchstplatzierung, Gesamtwochen, AuszeichnungChartplatzierungen (Jahr, Titel, Album, Platzierungen, Wochen, Auszeichnungen, Anmerkungen) | Höchstplatzierung, Gesamtwochen, AuszeichnungChartplatzierungen (Jahr, Titel, Album, Platzierungen, Wochen, Auszeichnungen, Anmerkungen) | Höchstplatzierung, Gesamtwochen, AuszeichnungChartplatzierungen (Jahr, Titel, Album, Platzierungen, Wochen, Auszeichnungen, Anmerkungen) | Höchstplatzierung, Gesamtwochen, AuszeichnungChartplatzierungen (Jahr, Titel, Album, Platzierungen, Wochen, Auszeichnungen, Anmerkungen) | Anmerkungen                                             |
| Jahr | Titel Album                                           | DE | CH | UK | US | Anmerkungen                                             |
| ---- | ----------------------------------------------------- | --- | --- | --- | --- | ------------------------------------------------------- |
| 1994 | Under Mi Sensi –                                      | — | — | UK76 (2 Wo.)UK | — | Erstveröffentlichung: 1994 mit Barrington Levy          |
| 1997 | Dancehall Queen Dancehall Queen (Soundtrack)          | — | — | — | US90 (3 Wo.)US | Erstveröffentlichung: 1997 feat. Chevelle Franklyn      |
| 1998 | Who Am I Many Moods Of Moses                          | — | — | UK10 Silber · (7 Wo.)UK | US40 Gold · (20 Wo.)US | Erstveröffentlichung: 1998                              |
| 1998 | Foundation Many Moods Of Moses                        | — | — | UK69 (1 Wo.)UK | — | Erstveröffentlichung: 1998                              |
| 2000 | Girls Dem Sugar Art & Life                            | — | — | UK13 (5 Wo.)UK | US54 (15 Wo.)US | Erstveröffentlichung: 14. September 2000 feat. Mýa      |
| 2002 | Feel It Boy Tropical Storm                            | DE72 (5 Wo.)DE | CH40 (9 Wo.)CH | UK9 (10 Wo.)UK | US28 (12 Wo.)US | Erstveröffentlichung: 25. Juni 2002 feat. Janet Jackson |
| 2002 | Dirty Harry’s Revenge Kaos: The Anti-Acoustic Warfare | — | — | UK50 (4 Wo.)UK | — | Erstveröffentlichung: 2002 Adam F feat. Beenie Man      |
| 2003 | Bossman Tropical Storm                                | — | — | UK78 (2 Wo.)UK | — | Erstveröffentlichung: 2003 feat. Sean Paul & Lady Saw   |
| 2003 | Street Life Tropical Storm                            | — | — | UK13 (5 Wo.)UK | — | Erstveröffentlichung: 2003                              |
| 2004 | Dude Back to Basics                                   | — | — | UK7 Silber · (13 Wo.)UK | US26 (26 Wo.)US | Erstveröffentlichung: 27. Januar 2004 feat. Ms. Thing   |
| 2004 | King of the Dancehall Back to Basics                  | — | — | UK14 (5 Wo.)UK | US80 (12 Wo.)US | Erstveröffentlichung: 24. August 2004                   |
| 2006 | Girls Undisputed                                      | — | — | UK47 (3 Wo.)UK | — | Erstveröffentlichung: 30. Mai 2006 feat. Akon           |

## Filmografie
- 1996: Dancehall Queen
- 2003: Rude Boy: The Jamaican Don